# きあと
きあとは日本のイラストレーター/アーティスト、デザイナー。福岡県出身。くいしんぼあかちゃんの名義で歌手としても活動している。

## 概要
パステル調をベースに、萌え・サイケデリック・和テイスト・オカルトといった要素を取り入れたイラストを特徴とする。武井宏之のアシスタントを経て、フリーランスのクリエイターとして活動。
楽曲アートワーク・キャラクターデザイン・グッズデザイン・ファッションコラボレーションに加え、LivePaint x VJ =「Paint VJ」を自称し、数多くのクラブイベントにデジタルライブペイントでの出演も行っている。
また、楽曲の仮歌収録をきっかけにくいしんぼあかちゃんの名義で歌手としても活動、Yunomi、KOTONOHOUSE、Neko Hackerなどの楽曲に参加。

## 作品一覧

### CD・音楽ゲーム ジャケット
- Yunomi
  - 1stアルバム「ゆのもきゅ」
  - EP「大江戸コントローラー (feat.TORIENA)」
  - 「走馬灯ラビリンス (w/ 桃箱 & miko)」
  - 「曖昧トリップ (w/ 桃箱 & miko)」
- 未来茶レコード
  - コンピアルバム「未来茶屋」シリーズ
- 桃箱
  - 「和洋せっchu！SAKURA喫茶」桃箱 & miko
  - 「momochan android」
  - 「momochan continue」
  - 「ゆのぼっくす」(Yunomi カバーアルバム)
- ハッピーくるくる
  - 1stアルバム「Happy Kuru Kuru」
  - 「スカイシューター / さよならクリケット」

- リズムゲーム「WACCA」「MUSYNC」「Leaping Destiny」楽曲アートワーク

### 楽曲アートワーク
- Yunomi
  - 「めんたいコズミック (feat. nicamoq)」
  - 「ロボティックガール (feat. nicamoq)」
  - 「ココロフロート (feat. nicamoq)」
  - 「神様の渦 (feat. nicamoq)」
  - 「Yunomix Vol. 3.5 (feat. nicamoq)」
  - 「守護霊 (feat. nicamoq)」
  - 「大江戸コントローラー (feat. TORIENA)」
  - 「惑星ラビット (feat. TORIENA)」
  - 「バンブーディスコ (feat. TORIENA)」
  - 「さよならインベーダー (feat. TORIENA)」
  - 「クリスタル (feat. アンテナガール)」（Stereoman & Yunomi）
  - 「すとろべりーカルテ (feat. 桃箱) 」
  - 「ミラクルシュガーランド (feat. 桃箱) 」
  - 「ジェリーフィッシュ (feat. ローラーガール)」
  - 「ファッション (feat. rinahamu)」
- ラブリーサマーちゃん
  - 「ベッドルームの夢 (Yunomi Remix)」
- 天晴れ！原宿
  - 「原宿サニーデイ」
  - 「Our Music (Yunomi Remix)」
  - 「アッパレルヤ!! (Yunomi Remix)」
- ハッピーくるくる
  - 「くるくるファンタジー」
  - 「マジカルガール」
  - 「はんぶんこ花火」
  - 「ハッピー♡バレンタイン」
- Peno
  - 「アストロミライ (feat. くいしんぼあかちゃん)」

- 中野ジョジョ
  - 「Bittersweet (feat. くいしんぼあかちゃん a.k.a. きあと)」
- picco
  - 「Tokyo Future Girl(feat.初音ミク)」
- 電音部
  - 「MY NEW GEAR presents 電音部RemixCDシリーズ」
  - 「真新宿GR学園 1st EP『襲来』」
  - 「Crush」
  - 「ルララルララ（feat. Neko Hacker）」
- OKINI☆PARTY'S（電音部シンサイバシエリア）
  - 「アホちゃうもん」
- 中野電脳 from 電音部
  - 「アイタイタイ」

### ミュージックビデオ
- Yunomi
  - 「ロボティックガール (feat.nicamoq)」
  - 「大江戸コントローラー (feat.TORIENA)」(アートワーク, ロゴアレンジ)
  - 「Yunomix vol.4」
- Kizuna AI
  - 「AIAIAI (feat. 中田ヤスタカ) 」[TOKYO WAVE!]
  - 「キズナミ (cover) [TOKYO WAVE!]（Kizuna AI, 中田ヤスタカ）
  - 「インドア系ならトラックメイカー (covered: KizunaAI)」
- Misumi
  - 「レイン (feat.初音ミク)」
- Neko Hacker
  - 「くいしんぼハッカー (feat. くいしんぼあかちゃん)」(共同制作：ふにゃ)
  - 「Hack You (feat. うごくちゃん)」
  - 「ガチで恋するお前らへ (feat. うごくちゃん)」
  - 「曖昧サイボーグ (feat. うごくちゃん & JungMato)」(共同制作：ふにゃ)
- OKINI☆PARTY'S（電音部シンサイバシエリア）
  - 「アホちゃうもん」
- 初星学園（学園アイドルマスター）
  - 「仮装狂想曲」
  - 「ツキノカメ」

### その他イラスト・デザイン
- 立教大学「Cross Culture City」PVキャラクターデザイン. 一部背景
- TVアニメ「URAHARA」9話エンドカード
- キズナアイ「Kizuna AI 1st Live “hello, world"」コラボグッズ
- ファッションブランド「chloma」「BALMUNG」コラボアイテム
- スタイルマーケット「SPINNS」コラボアイテム
- VAPE VILLAGE 
  - 「Cookie Clematis」パッケージイラスト, デザイン
  - 「桜京町」パッケージイラスト, デザイン
- AnimeExpo × Attack The Music 「Tokyo Future Club Sound」フライヤーイラスト
- CY8ER「CY8ER DEATH MATCH」フライヤーデザイン
- BNN新社 「みんなの同人グッズ制作マニュアル」書籍挿絵
- DAOKO 3rdアルバム「私的旅行」クリエイターコラボイラスト「ぼくらのネットワーク (DAOKO × 中田ヤスタカ) 」
- 774inc.所属 Vtuber 「ハニーストラップ」「あにまーれ」「ブイアパ」クリスマスグッズイラスト, デザイン
- 株式会社ディー・エヌ・エー「メギド72」2周年トリビュートイラスト
- Neko Hacker LINEスタンプイラスト
- ゲーム実況者「まひとくん」グッズイラスト, デザイン
- 中国のミュージックフェスティバル「次元LAB」イラスト
- キャラクタープロジェクト「電音部」, 電音部ノベル挿絵（第2部、特別編）, グッズイラスト, ライブイベントキービジュアル[一覧 1], ポメモリCV（くいしんぼあかちゃん名義）
- Vα-liv 公式LINEスタンプイラスト（第1弾、第2弾）, グッズイラスト
- 堀越せな「堀越せな生誕祭2024」グッズイラスト

### 楽曲（名義：くいしんぼあかちゃん）
- Neko Hacker
  - 「くいしんぼハッカー (feat. くいしんぼあかちゃん)」(Neko Hacker 1stアルバム「Neko Hacker」, 未来茶屋vol.0 収録曲)
- KOTONOHOUSE & Yunomi
  - 「マシュマロ・マキアート (feat. くいしんぼあかちゃん)」(未来茶屋vol.1収録曲)
  - 「恋の星占い、海をさして (feat. くいしんぼあかちゃん)」(未来茶屋vol.1収録曲)
- KOTONOHOUSE
  - 「エスケープ  (feat. くいしんぼあかちゃん & Yunomi)」(externalizatioN EP)
  - 「Feel Good (Feat. くいしんぼあかちゃん)」（TOBYNOH × KOTONOHOUSE）

- Tomggg
  - 「ぷかぷかワンダーランド (feat. くいしんぼあかちゃん, Yoshino Yoshikawa)」(未来茶屋vol.2 収録曲)
- ももいろクローバーZ
  - 「走れ！(KOTONOHOUSE Remix)」 cover Vo.(爽健美茶25 YEARS♪HIT SONG ボトルキャンペーン曲)
- Hylen
  - 「クレマチス (feat. くいしんぼあかちゃん)」(VAPE VILLAGE「Cookie Clematis」リキッド特典曲)
- つぶされBOZZ
  - 「The Mighty Candy feat.くいしんぼあかちゃん」（EVERYTOON!!収録曲）
- Yoshino Yoshikawa
  - 「Peckish Smash!」

- Yunomi、中野ジョジョ
  - 「ハニージンジャー feat.くいしんぼあかちゃん+あずき」
  - 「Bittersweet feat.くいしんぼあかちゃん」
- りむる（をとは）、ポメモリ（くいしんぼあかちゃん）
  - 「焼ケ鮭」（電音部関連楽曲）

### シリーズ一覧
1. ↑  『2nd LIVE -BREAK DOWN-』、『AREA MEETING（SHIBUYA、AKIBA、AZABU、HARAJUKU）』、『All Night Event 「GR Masquerade」』、『池袋電音部 AREA MEETING 「DEN-ON-BU ANTHOLOGY」』、『4th LIVE -FORTRESS OF CHAOS-』